# 差延
差延 (さえん、différance) とは、哲学者ジャック・デリダによって考案された「語でも概念でもない」とされる造語。
およそ何者かとして同定されうるものや、自己同一性が成り立つためには、必ずそれ自身との完全な一致からのズレや違い・逸脱などの、常に既にそれに先立っている他者との関係が必要である。このことを示すために、差延という方法が導入された。
論理を簡略に述べれば、同定や自己同一性は、主語になるものと述語になるものの二つの項を前提とする（「AはAである」）。そのため主体や対象は反復され得なければならない。「同じである」ということは二つの項の間の関係であり、自己同一性においてもその事情は変わらない。自己自身が差異化することによって初めてそれが複数の「同じ」であるが「別の」項として二重化しうる。そして初めて、同定や自己同一性が可能となる。
このことはそれ自身に完全に一致し、他を成立のために必要とせず、他に制約されておらず自己充足した根本的で特権的なもの、「他のもののうちにあり、他のものによって考えられるのではないもの（スピノザ『エチカ』　実体の定義）」というのは、たとえ概念の世界だけであっても副次的に構築された名目的概念としてよりほかにはありえない、ということを意味する。
差延は、再帰的な性質を持つが、このとき、この再帰を媒介する他の項は、あくまでも不在の形で、自己の側に残された、自己の側の対応する痕跡から遡及的に確認されるにすぎない。しかし他方でこの痕跡はそうした不在の媒介項を前提とし、痕跡の刻まれた項が自己充足することを許さない。
原・痕跡、あるいは原・エクリチュールとも表現される。

## 表記
フランス語の名詞 différence （差異）は動詞 différer に由来する。この動詞には「異なる」という意味のほかに、「遅らせ、先延ばしにし、留保する」という意味もある。そこで、eをaに変えることで、 différer の現在分詞形である différant を経由して名詞化した形となり、 différence で失われた「遅らせ、先延ばしにし、留保し、後にとっておく」という意味を担わされた名詞として différance が得られる。
また、デリダは-anceの形からの名詞化であることから、ギリシア語でいう中動態のように、能動態と受動態の間で宙吊りにされた、再帰的なニュアンスを持つ名詞であることを示唆している。（différanceは能動・受動の差異の手前にあってその前提をなす自己差異化の運動を指す）
また、この二つの形は発音の上では区別がつかない。そのことによって、この区別が声の次元ではなく、文（エクリチュール）の次元に存在することが示唆される。（différanceは声（フォーネー）が直接性において文に優越するというモデルに依拠する音声中心主義（en:Phonocentrism、この言葉は en:Logocentrism（ロゴス中心主義、とも）を意識している）であるとしてそれへの批判を伴い、そうした直接性をその不可避な前提として予め成り立たせている間接性・媒介性を指す）

## 前史
différance は差異についての20世紀に入って再び活発になった哲学的な思考の流れの中に位置する。
ゲオルク・ヴィルヘルム・フリードリヒ・ヘーゲルは「AはAである」の同一性の判断について、この判断は同一性だけではなく非同一性をも意味している、と述べた。「Aは」のAと「Aである」のAは、少なくとも概念的には異なるものとして識別されている。すなわち、同定においてすら、Aは二重化され、自己自身に対して差異化されなければならない。ヘーゲルにおいては、この差異化が弁証法を駆動するが、その差異化は止揚において総合されることが、あらかじめ展望されている。
また、ヘーゲルは、さまざまな多様性をなす諸々の差異が構成されていく起源には、もはや何者にも媒介も規定もされない、根源的な直接性である一者があると考えた。この一者が、あたかも生物学的な卵割のように区分されて差異が生じて行き、弁証法的な運動によって多様化し、歴史が進展していく。
こうした、ヘーゲルによってひとつの完成に達した、同一性の支配に服した差異の概念と、それに依拠した「形而上学」を批判する哲学的な傾向が、20世紀に入って、フリードリッヒ・ニーチェ、フェルディナン・ド・ソシュールなどの影響のもとに発生した。
ニーチェは、ショーペンハウアーとは異なり、意志の単一性を肯定せず、これを根源的な矛盾と捉えており、差異を価値と意志と力の観点から考え、差異を必然的に価値的な、還元できない複数の力の拮抗として捉えることで、そこに安定した同一性への収束の保証も、同一性による支配の根拠も存在しない、と主張した。また、力は、二つの量の間の差異としてのみ現れえるもので、それ自体として力は把握できない。この原因のない効果としてのみ存在するという点で、différanceへと力としての差異は繋がっている。
ソシュールはその1906年から1911年に行った一般言語学に関する講義のなかで「言語には差異しかない」と述べた。彼によれば、記号の意味は、他の記号との違いによってしか規定されていない。ひとつの記号は他の諸記号が「不在において」介在している限りで意味しうる。しかも、その他のものは、その記号それ自体においては不在であるから、あらかじめどういうものかは決して規定されない。
このことは言語論的転回を参照するまでもなく、それ自体ひとつの記号であるところの哲学的な概念、とりわけ、他のすべての概念がそこから意味を汲み取っており、他の概念には依存していないとされる、形而上学的で超越的な観念やそこからなる体系にも波及せざるを得なかった。

## 概要
デリダはこのソシュール的な差異のあり方を痕跡として捉え、そこに時間的な遅れ、ずれを見出した。
言語においてある語が何かを意味するとき、その語は、意味されているものの代わりに、我々に対してたち現れて意味する。代理・代表・表象する（represent）するということは、一方では代理なしでは現前（present）しないものを現前させることだが、他方では直接には現前させない、ということでもある。代理するということは、不在の形で現前させるということでもある。
したがって、意味のあるところには、つねにすでに、他への参照、あるいは、他による媒介が働いている。そして、そこで不在の形で介在する他のものは、しかし、あくまでも、その記号とは異なるものである限りで、その記号自身によってはコントロールできないものであることから、そうした根源的な媒介性の関係、基本的な差異化の運動には、必然的にずれと遅れが孕まれざるを得ない。
このことは別の形で言い換えるとむしろ順番は逆であって、意味がそこにあるためには、その記号は、他との関係を必要とする。そして、そのためには、他と異なることが必要になる。そこで、或る他との差異化の運動がまずはじめに必要となる。しかしこの差異化は、必然的に、時間的な差異化でもある。この、他との差異化の側面が「ずれ」であり、時間的な差異化の側面が「遅れ」である。意味を為すためには異ならねばならないのだから、形而上学が想定するような、「透明でずれも遅れもない関係」＝「直接性」というのは幻想に過ぎない。
また、およそ何かあるものが、それとして同定（アイデンティファイ）できるということは、それが反復可能性を有していなければならない。繰り返されうる記号だけが、同定するものと、同定されるものとの二つに二重化されうる。識別可能な二つのものだけが同定可能であり、そこにはまずはじめに差異がなければならない。したがって、何か同一性を保ち、何らかの体系の支えになるような根源的な概念を考えたとしても、それがまさしく同一性を保ち、現前するものであるかぎりで、その手前にあらかじめ差異化の運動、différance が存在して、内的な同一性を引き裂いている。
ただし、デリダは差異化という表現に対しては、それが、その主語である何かの実体を想定させてしまう能動性を意味するという点で、次善の表現であるとして留保している。différance は、ひとつの効果、あるいは効果を生む作用であるが、その主語、主体、原因は持たない。
こうして、「つねにすでに」いかなる記号や表現、概念、存在、同一者においても、他への参照と他からの遅れ、他なるものの痕跡としての、不在のものとの関係、不可避で還元不可能な「ずれ」があらかじめ働いていて、そうした何ものも、根源的なものとして立てることはできない、というのが、différance によってデリダが思考しようとしたことである。

## フッサールの現象学との関係
フッサール現象学は、経験される現象を、純粋に意識に直接与えられている、いわば疑いようのない確実なものだけにいったん還元して、そこから現象を再構成することで、認識の不確実性やそれにまつわる哲学的問題を克服しようという、デカルト的な試みであった。
そのためには、そこからすべての現象が構成される「根源」として、純粋かつ直接的に意識に与えられた現在（現前 present）というものが考えられなければならない。ここで、現象学にとって、時間性というものがアポリアとして現れる。意識に直接与えられているのは、あくまでも現在の瞬間であって、そこから他の時間を引き出すことはできない。そこでフッサールは過去と未来は独立した、現在と対等の何かではなく、唯一存在する「現在」が持っているひとつのモードであるとした。こうしてフッサール現象学において、根源的かつ自己充足した現在の、意識への純粋な自己現前という、絶対的な位置づけが成立する。
このような現在のあり方は他を必要とせず自らを、余すところなく提示するということであり、デリダは「声」がそのようなありようのモデルとしてフッサールだけでなく過去の形而上学を規定してきたと批判する。音声中心主義。声は直接的に意味を伝え、文書はそうした生き生きとした「声」の間接的な反響に過ぎないとされてきた。これに対して提出されるのがエクリチュールの概念である。
差延 (différance)はデリダによるこの絶対的な現在への批判に関係する。（以下、主として『声と現象』ISBN 4480089225 による）彼の批判によれば、意識は現在を純粋かつ直接的に経験することはない。デリダはこうした、自己自身に直接的に、何ら媒介をともなわず、明晰に意味が現前( present )する、届くという想定を指して『自分が-話すのを-聞く』と表現する。「直観」や「明証」、また透明な理想的コミュニケーションとは、『自分が-話すのを-聞く』かのごとき概念なのである。しかし、聞く自己と話す自己の差異＝差延が、またそれに加えて話される言葉の話されなかった他の言葉との差異＝差延が、聞くことの条件である限りで、この直接性も実際には汚染されている。つねにすでに現在は、過去によって不在の形で、つまりその痕跡の形で取りつかれており、過去に間接的に媒介されない直接的な現在というものはない。現在は不可避的にすでに過去によって痕跡という形で汚染されている。
言い換えると、過去の痕跡との関係によってはじめて現在は意味を為すことができるのだが、痕跡の形で現在と関係している当の過去は、あくまでも痕跡の形でしか現在に含まれていないため現在にとっては不在であり、フッサールの受動的総合のように、現在にその一部として所有されているわけではない。こうして、現在はその自己充足性を失い、つねに欠如をはらんだ動的な時間性を帯びることとなる。現在は独立して存在することができず、その外部である過去とのひらかれた関係を必要とする。
現在を構成する記号や表現は、それが意味を成すためには、それ自身とは別の記号や表現を指し示すことが必要であるが、この参照は無時間的なものではなく、必然的に時間的な「遅れ」を伴う。記号は別の記号への参照によってはじめて記号として機能するのだが、この参照に不可避的に孕まれる「遅れ」によって、指し示す記号と指し示される記号は、同一の現在の内部にあることができない。こうして、現在において不在の記号が過去として、現在の記号に痕跡として憑依するのである。
デリダはこの事実から、根源的なものは、そもそも存在し得ない「意識に直接与えられた純粋な現在」ではなく、こうして不在の過去と現在とを引き裂きつつ関係付ける差異、記号参照において孕まれる「遅れ」「ずれ」としての痕跡の働きであるとみなし、これを、差延 (différance)と名づけた。

## ハイデッガーの存在論的差異との関係
ものが存在するという出来事をハイデッガーは、存在する対象として語りうるものとは、どうあっても異なるものであると考え、この違いを存在論的差異（Ontologische Differenz）と呼んだ。
この還元できない根源的な違いにこだわる限り、「ものが存在するということは、そのもののこれこれこういう性質である」という形式の説明は一切できない。性質や属性は、「これこれの性質が存在する」という形で語りうる対象だからである。存在することは、ものの属性ではない。また「ものが存在するということは、より基本的な何かの在り方のモードや振る舞いである」という形の説明も解決にならない。その基本的な何かは、依然として存在する何かなので、その存在がやはり問題として残るからである。
ハイデッガーは、従来の哲学はこのように存在する何かでもって存在するということを説明してきたとみなし、この存在論的差異の忘却によって、存在するということの意味を把握し損ねてきたと考えた。ハイデッガーに依れば、何かが「存在する」ということは、現に「いまここ」というものが不断に存在する、ということとの係わりでしか理解できない。そして、この、「いまここが現に不断に存在する」という出来事は、近似的にいえば、現象の場としての＜私＞の存在のことであり、これを現存在と呼ぶ。
この現存在の概念は、認識論的なフッサールの超越論的主観性の概念を存在論的に作り変えたものと見ていい。フッサールの生ける現在（=現前 present）はここでは現存在として捉えなおされる。存在者（存在する主体や対象）に存在（存在するという出来事）が不在なものとして必然的に介在するということは、現在に決して現在にはならない（現前しない）過去（の、あるいは、としての）痕跡がその前提を為して介在しているという事態と類比的な事態なのである。
このとき、ハイデッガーの存在論的差異は、思惟や行為の対象からなるものの総体の外部がつねに存在するということを示すという方法的意義を持っている。あらゆるものが思惟や行為の対象になりうるが、そのような思惟や行為の対象は、決して、その思惟や行為の対象をそういうものとして成り立たせているものとは同一ではない。
デリダは、この存在するものに不在という形で（すなわち対象化から不可避的に逃れる剰余として）取り憑く存在するという出来事を、それ自体としては決して現れないが、そういうもの（まったき他者）として存在するものに係わっているものとして、一種の痕跡とみなす。存在は、それ自体として存在者の世界（思惟や行為の対象の世界）に出現しない。現れてしまったら、それはもはや存在者だからである。
われわれが主題的に思惟する対象にできるのは存在者だけである。あるいは、対象として思惟したとき、それはもはや存在者としてわれわれの前に現れている。即ち、存在する何かとして語りうるものになっている。存在という概念によって存在するという出来事を主題化し対象として思惟することは確かにできるが、そのとき、存在するという出来事の特性を、この存在という概念、すなわち存在を意味する存在者を見つめることによっては把握できない。
そういう意味で、存在は、存在者の世界には不在である。しかし、存在者は、存在することによってはじめて存在者なのだから、そこには存在が、やはり或る形で介在している。不在であるがそこにある形で介在しているという意味で、やはりそれを痕跡として規定することができる。
デリダは、この差異、存在するものとその存在との間のずれから、より一般的にあらゆる同一者が前提として経なければならない内的な差異化の運動 différance を引き出す。存在論的差異は、それが存在という形式によって限定されて現れた姿として捉え直される。
しかし存在論的差異や存在は現存在から或る意味で派生するものであり、現存在に先立たれている。それに対して、différance は、存在や現存在に先立っており、それよりも「年老いて」いる。différance は何らかの存在や存在者や主体の作用ではなく、そのような「主体」などの、主語になりうるようなものを成立させ、そのようなものに先立つ。

## 関連書誌
- La voix et le phenomene （初版1967年 3版2003年）　日本語訳　林好雄『声と現象』ちくま学芸文庫
- La Différance （1968年1月27日フランス哲学会における講演）　日本語訳　高橋允昭「ラ・ディフェランス」（『理想』1984年11月号　「デリダ特集号」）

## 関係事項
- ジル・ドゥルーズ　ドゥルーズはヘーゲル的な差異への批判をニーチェとアンリ・ベルクソンを範例としてデリダとは異なる形で遂行した。そこでは差異は微分（differenciation）と関係付けられ、自らを自己差異化する生産的な力、充溢した多様な強度として把握された。